# Bernd Küpperbusch

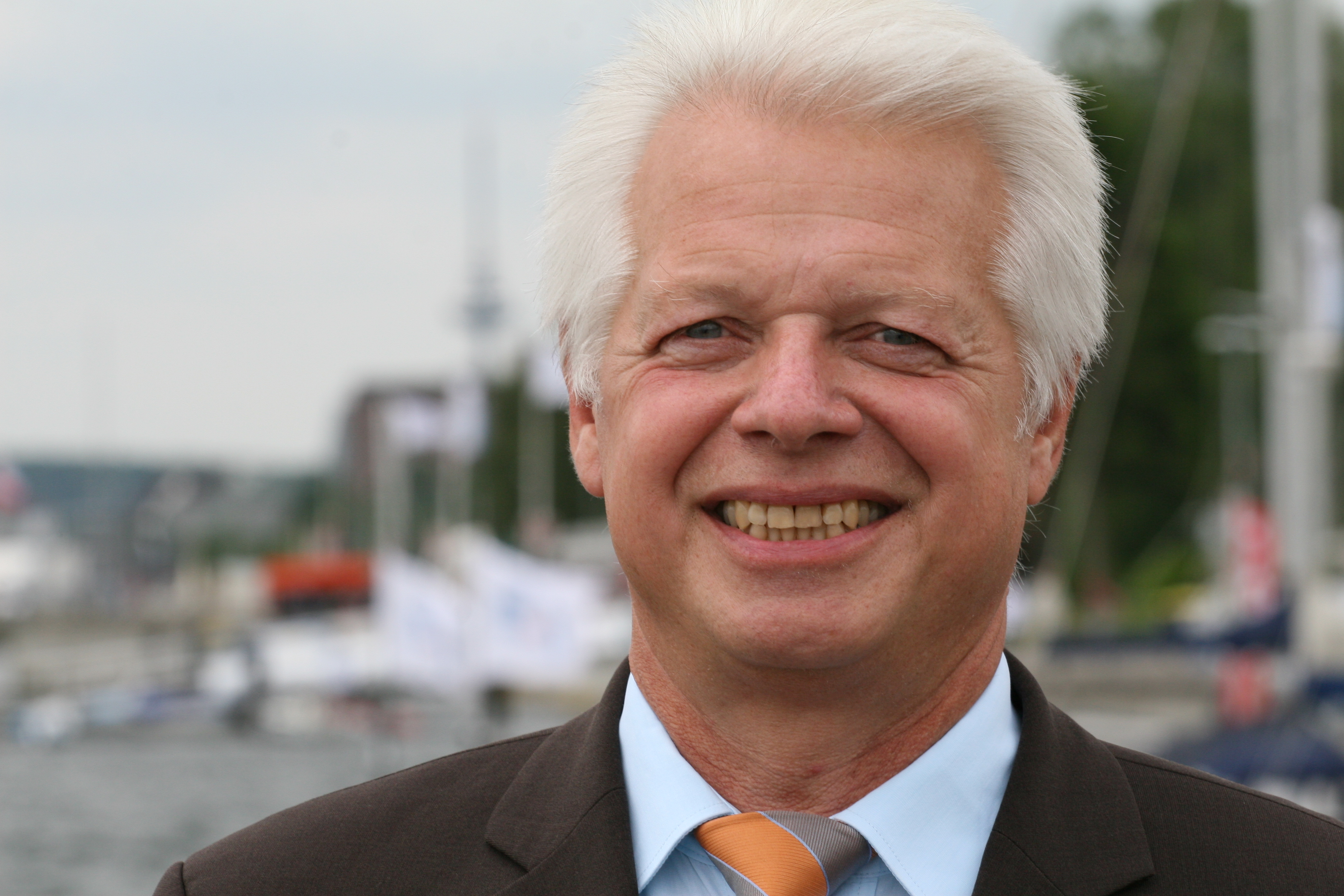
Bernd Küpperbusch (2012)

Bernd Küpperbusch (* 18. Juni 1955 in Kettwig) ist ein deutscher Politiker (SPD). Von 2012 bis 2014 war er Staatssekretär im Kabinett Albig.

## Leben
Küpperbusch ging nach Abschluss seiner Schulausbildung im Jahr 1972 zur Bundesmarine.  Von 1977 ordnete ihn das Außenministerium an die Deutsche Botschaft London ab, wo er bis 1981 tätig war. Anschließend kehrte er zur Bundesmarine zurück.
Im Jahr 1984 wechselte er in den Dienst des Landes Schleswig-Holstein und studierte in Hildesheim an der Fachhochschule für Verwaltung und Rechtspflege. Als Rechtspfleger arbeitete er von 1987 bis 1993 beim Amtsgericht Kiel, war anschließend im Justizministerium tätig und wurde 1995 Persönlicher Referent von Heide Simonis, der Ministerpräsidentin Schleswig-Holsteins.
2001 wechselte er in das Ministerium für Wirtschaft, Wissenschaft und Verkehr. 2003 wurde Küpperbusch in den Gemeinderat von Wasbek gewählt. Ab 2007 war er  Referent im Ministerium für Justiz und Europa und leitete ab 2009 in der Staatskanzlei die Koordinierungsstelle für Europa-, Ostsee- und Nordseeangelegenheiten. 
Von Juni 2012 bis September 2014 war Küpperbusch Staatssekretär im Ministerium für Inneres des Landes Schleswig-Holstein. 
Am 20. Juni 2015 wurde Küpperbusch erstmalig als ehrenamtliches Vorstandsmitglied in den Vorstand des Landessportverbandes Schleswig-Holstein (LSV) gewählt. 
Seit dem LSV-Verbandstag 2019 bekleidet er das Amt eines Vizepräsidenten.